# Zeylsgasthuis
Het Zeylsgasthuis is een gasthuis in de Visserstraat in de Nederlandse stad Groningen. Het stamt uit 1646 en werd gesticht door Berend Seilmaker, zijn echtgenoot en de weduwe van de broer van Berend. 
Het gasthuis bood plaats aan vijf weduwen. In de praktijk waren dit veelal familieleden van de voogden van het gasthuis. De bewoonsters hadden en hebben vrije inwoning. Het gasthuis is in 2003 gerestaureerd, en is nog steeds als gasthuis in gebruik.
Aduardergasthuis ·
Anna Varvers Convent ·
Armhuiszitten Convent ·
Hofje Ceramstraat ·
Corneliagasthuis ·
Doopsgezind Gasthuis ·
Gerarda Gockingahuis ·
Hesselinkstichting ·
Jacob en Annagasthuis · 
Juffer Margarethagasthuis ·
Juffer Tette Alberdagasthuis ·
Jan Luitjensgasthuis ·
Mepschengasthuis ·
Middengasthuis (Kleine Rozenstraat) ·
Middengasthuis (Grote Leliestraat) ·
Latteringe Gasthuis ·
Pelstergasthuis ·
Pepergasthuis ·
Pieternellagasthuis ·
Remonstrants Gasthuis ·
Rustoord ·
Sint Anthonygasthuis ·
Sint Martinusgasthuis ·
Hofje Tellegenstraat ·
Ter Schouw-Van Sanen Stichting ·
Typografengasthuis ·
Ubbenagasthuis ·
Vrouw Fransensgasthuis ·
Vrouw Wilsoors- of Aaffien Olthofsgasthuis ·
Weldadige Stichting Ketelaar-Bos ·
Wytzes- of Schoonbeeksgasthuis ·
Zeylsgasthuis